# Convenio de Calatayud
El Convenio de Calatayud fue un pacto de vasallaje firmado entre Zayd Abu Zayd y Jaime I el Conquistador el 20 de abril de 1229 en Calatayud. 

## Antecedentes
A la muerte del califa almohade Al-Mustansir Yusuf, en enero de 1224 , se produce una lucha por el poder entre los almohades, que se resuelve reconociendo como califa a Abu Muḥammad'Abd al-Wahid. Abu Zayd no la acepta y se convierte en señor independiente de Balansiya, pero ante los ataques se declara vasallo de Fernando III de Castilla.
En septiembre de 1227 Abū al-`lā Idrīs al-Ma'mun ben al-Mansur es proclamado califa almohade y Abū Zayd lo reconoce y rompe el vasallaje con el rey castellano. En 1228, Muhammad Ibn Hud, encabezando una revuelta antialmohade que termina desintegrando el imperio, conquista Murcia donde se proclama emir y reconoce al califa abasí. En esta situación caótica, agravada por el hambre, ese mismo año se produce una revuelta en Valencia, que aprovecha Zayyan ibn Mardanish, descendiente de Muhammad ibn Mardanis, el llamado Rey Lobo por los cristianos, para sublevarse en Onda. El 24 de enero de 1229 Zayyan entra en Valencia, proclamando obediencia al califa abasí, y Abū Zayd se refugió primero en Segorbe y luego se dirige a Aragón..

## El Pacto
Mientras Jaime I el Conquistador se encontraba en Calatayud preparando la expedición contra Mallorca, Abū Zayd se dirigió con su hijo Abu Hamid y su secretario Ibn al-Abbar. Estableció un pacto por el que cedía la cuarta parte de lo que Ab Zayd pudiera recuperar de sus reinos y perteneciera a los territorios atribuidos a Jaime por el Tratado de Cazorla, con la ayuda del rey, y la plena posesión y dominio de todos los lugares y castillos del Emirato de Balansiya que se le rindieran voluntariamente .

Sicut quod antecessores vostros et regis Castelle et inter vos et ipsum est ordinatum et continuetur in cartis vestris

## Consecuencias
En virtud del pacto, Blasco de Alagón, con otros nobles aragoneses, atacó la frontera el 1231, tomando Morella y provocando que Jaime I el Conquistador tomara Ares para evitar una campaña descontrolada de Alagón y los nobles aragoneses.